# طوماش كوسيرا (لاعب كرة قدم مواليد 1984)
طوماش كوسيرا هو لاعب كرة قدم سلوفاكي في مركز حراسة المرمى، ولد في 19 يونيو 1984 في تشيكوسلوفاكيا. لعب مع MFK Karviná ‏.

## وصلات خارجية
- طوماش كوسيرا (لاعب كرة قدم مواليد 1984) على موقع قاعدة بيانات كرة القدم.إي يو (الإنجليزية)
- طوماش كوسيرا (لاعب كرة قدم مواليد 1984) على موقع Soccerway.com (الإنجليزية)